# Thomas Huber (Politiker)

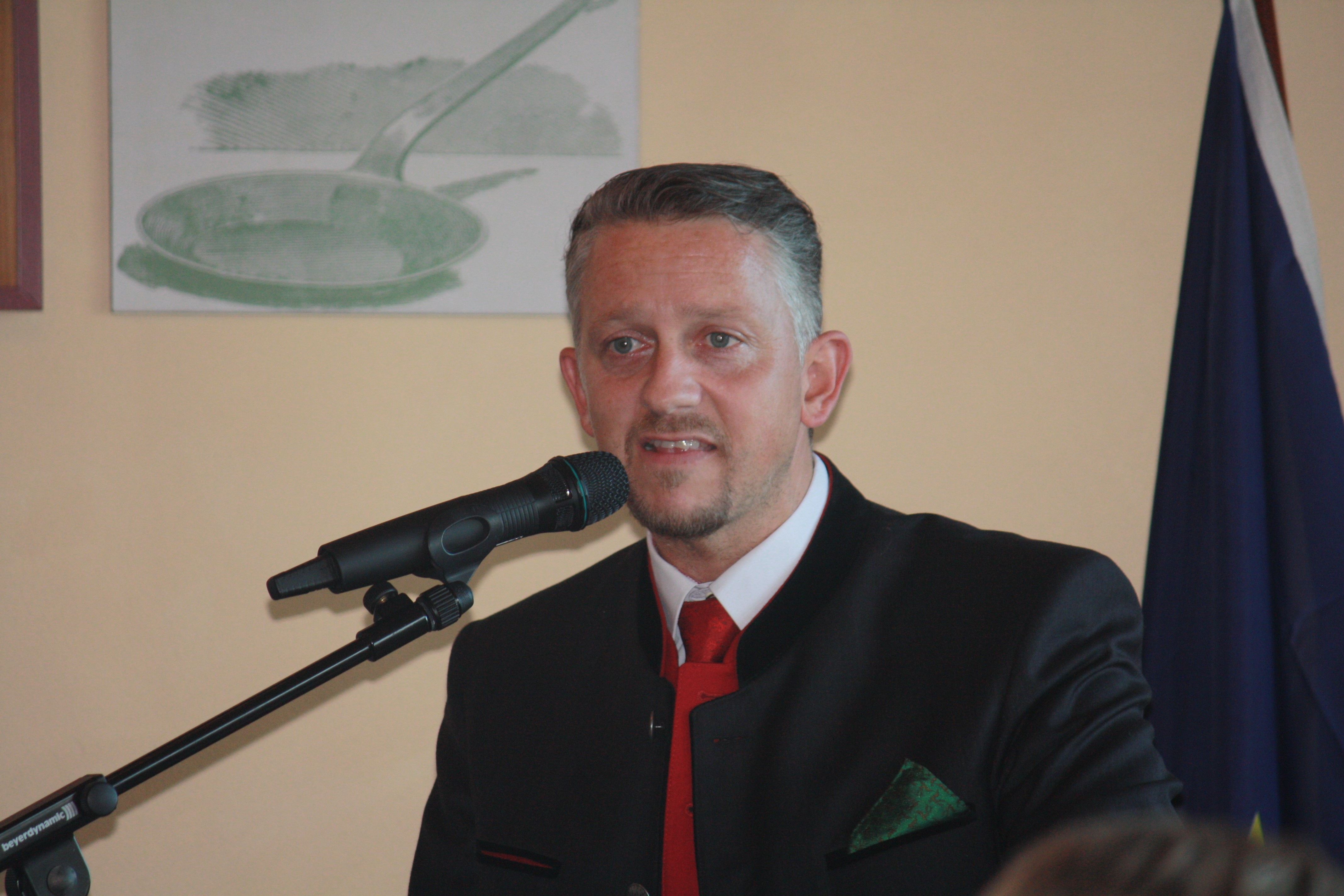
Thomas Huber (2015)

Thomas Huber (* 17. Juli 1972 in Ebersberg) ist ein deutscher Politiker (CSU) aus Grafing bei München, der seit 2013 Mitglied des Bayerischen Landtages ist.

## Persönlicher Werdegang
Nach dem Besuch der Grund- und Hauptschule Grafing absolvierte Thomas Huber in den Jahren 1987 bis 1990 eine Berufsausbildung zum Verwaltungsfachangestellten bei der Stadt Grafing. Nach seiner Ausbildung erlangte Huber über den Zweiten Bildungsweg dann zunächst die Mittlere Reife sowie die Fachhochschulreife. In den Jahren 1993 bis 1995 absolvierte er eine berufsbegleitende Weiterbildung zum Verwaltungsfachwirt an der Bayerischen Verwaltungsschule und von 2004 bis 2006 einen berufsbegleitenden praxisorientierten Lehrgang universitären Charakters an der Paris-Lodron-Universität Salzburg, wodurch er die Abschlussbezeichnung Master of Business Administration (MBA) erwarb. Von 2010 bis 2012 folgte ein Fernlehrgang zum "diplomierten Betriebsökonomen" an der SGMI Management Institut St. Gallen AG, welche jedoch nicht mit der Universität St. Gallen zu verwechseln ist und als freie Managementschule auch keine akademischen Grade verleiht.
Bis zu seiner Wahl war Huber als Leiter der Stabsstelle Bildung und Personalentwicklung in der Landesgeschäftsstelle des Bayerischen Roten Kreuzes beschäftigt.

## Politische Karriere

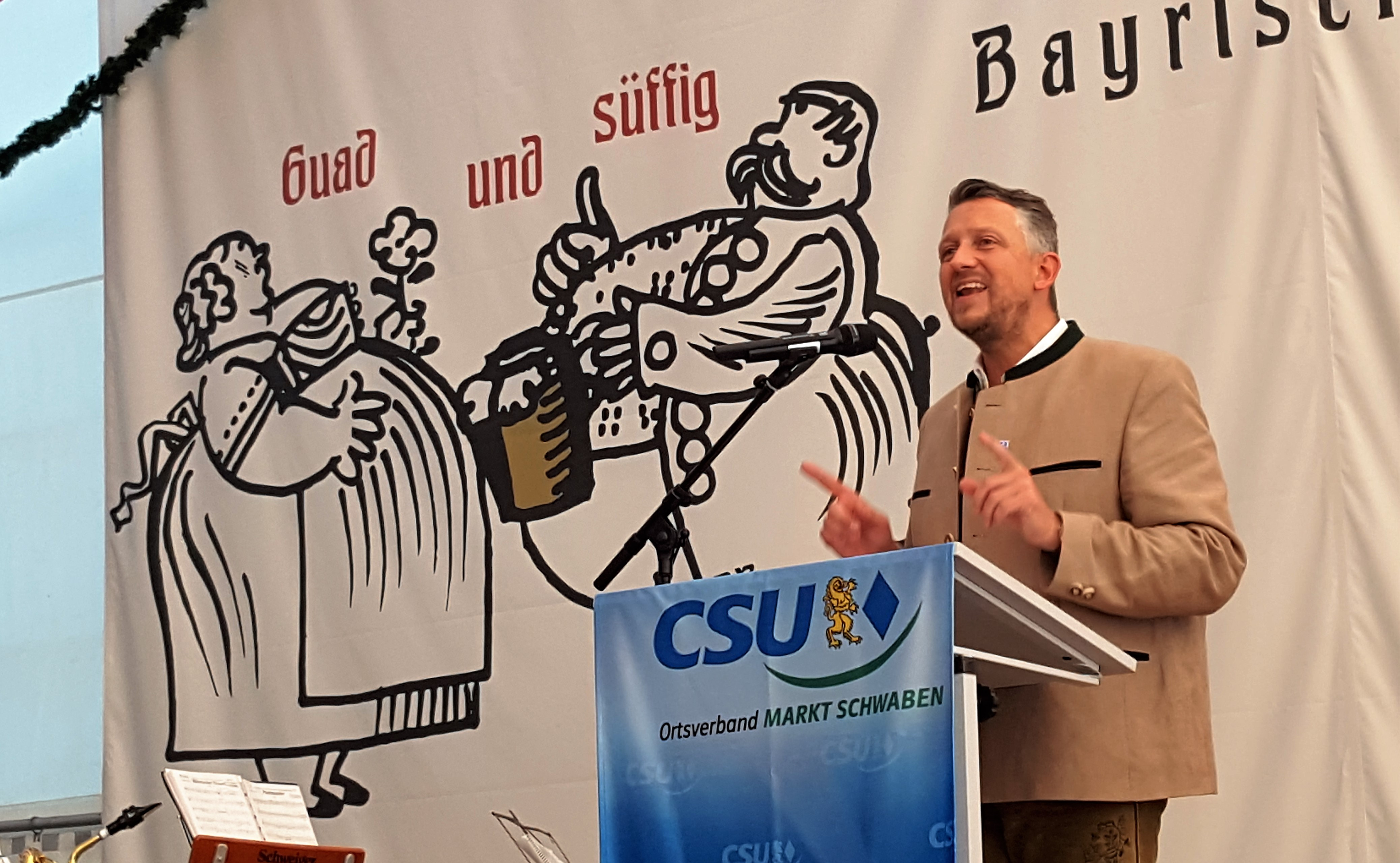
Thomas Huber bei einer Bierzeltrede (2016)

Im Jahr 1992 trat Huber in die Junge Union und die CSU ein. von 1993 bis 1996 war er stellvertretender JU-Ortsvorsitzender in Grafing, ab 1994 Mitglied im JU-Kreisvorstand und ab 1997 stellvertretender JU-Kreisvorsitzender. Seit demselben Jahr war er Mitglied im CSU-Kreisvorstand. Von 1996 bis 2000 war Huber Ortsvorsitzender der JU Grafing und von 2001 bis 2005 Kreisvorsitzender der Jungen Union. 1998 arbeitete Huber in der Future-Kommission des bayerischen Ministerpräsidenten mit. Von 1999 bis 2009 war er zudem Mitglied im Bezirksvorstand der JU (2003–2005 Stellvertretender Bezirksvorsitzender) und CSU Oberbayern.
Von 2001 bis 2005 übernahm Huber den Vorsitz des CSU-Ortsverbandes Grafing. Von 2005 bis 2009 war er Mitglied im Landesvorstand und Kommunalpolitischer Sprecher der Jungen Union Bayern und Mitglied des KPV-Landesvorstandes und des Hauptausschusses. Seit 2000 ist Huber Arbeitskreisvorsitzender des Arbeitskreises Aktive Bürgergesellschaft und seit 2003 war er stellvertretender CSU-Kreisvorsitzender, bis er dann 2015 als Nachfolger von Angelika Niebler Vorsitzender des CSU-Kreisverbandes Ebersberg wurde.
Huber ist seit 1996 Stadtrat in Grafing und seit 2002 Kreisrat im Landkreis Ebersberg auf beiden Ebenen ist er bis heute stellvertretender Fraktionsvorsitzender. Von 2003 bis 2013 war er Bezirksrat für den Stimmkreis Ebersberg. Bei der Landtagswahl 2013 gewann Huber das Direktmandat im Stimmkreis Ebersberg mit 46,4 % der Stimmen. Im Bayerischen Landtag wurde Huber Integrationspolitischer Sprecher der CSU-Landtagsfraktion. Bei der Landtagswahl 2018 gewann Huber das Direktmandat im Stimmkreis Ebersberg mit 36,1 % der Erststimmen. Im Dezember 2018 wurde er sozialpolitischer Sprecher der CSU-Landtagsfraktion. Bei der Landtagswahl 2023 zog er erneut in den Landtag ein. Seit 2018 ist Huber stellvertretender Vorsitzender des Ausschusses für Arbeit und Soziales, Jugend und Familie im Bayerischen Landtag und seit Februar 2019 führt er die Familienkommission der CSU.

## Weitere öffentliche Ämter
Im Jahr 2017 übernahm Huber als Nachfolger von Ulrike Scharf den Vorsitz der Wasserwacht im Bayerischen Roten Kreuz.

## Auszeichnungen (Auswahl)
- 2023: Bayerischer Verdienstorden[11]

## Privates
Thomas Huber ist römisch-katholisch, verheiratet und seit 2002 Vater eines Sohnes.